# 비트토렌트 (기업)
비트토렌트 주식회사(영어: BitTorrent, Inc.)는 미국 샌프란시스코에 본사를 둔 소프트웨어 개발 회사이다. Peer to Peer (P2P)형 파일 공유 소프트 비트토렌트 개발 및 비트토렌트를 바탕으로 한 동영상 서비스를 주업무로 한다.

## 같이 보기
- 비트토렌트
- 뮤토렌트
- 비트토렌트 (소프트웨어)
- 비트토렌트 (소프트웨어)